# زیردریایی یو-۳۰۰۸
زیردریایی یو-۳۰۰۸ (به انگلیسی: German submarine U-3008) یک زیردریایی بود که طول آن ۲۵۱ فوت ۹ اینچ (۷۶٫۷۳ متر) بود. این زیردریایی در سال ۱۹۴۴ ساخته شد.